# Jens Morten Hansen
Jens Morten Hansen (født 3. september 1947 på Læsø) er en dansk geolog og kommunalbestyrelsesmedlem for Venstre i Læsø Kommune.
Han er uddannet cand.scient. fra Københavns Universitets Institut for Geologi i 1975, lic. scient. samme sted i 1982 og fra 2001 adjungeret professor i naturfilosofi ved Det Naturvidenskabelige Fakultet. Jens Morten Hansen var direktør for Forskningsstyrelsen fra dens oprettelse i 1998 indtil 2006. I perioden 1991-1998 var han viceadministrerende direktør for GEUS (De Nationale Geologiske Undersøgelser for Danmark og Grønland).
Tidligt i sin geologiske karriere har Jens Morten Hansen skrevet en række afhandlinger om stratigrafi, herunder om opbygningen af kridt- og tertiærtidens lag i Danmark og Grønland med særligt henblik på områdernes potentiale for fund og indvinding af olie og naturgas. I den sammenhæng deltog han i forhandlingerne mellem staten og A.P. Møller om en Nyordning på undergrundsområdet, hvorved A.P. Møller over en årrække skulle afgive eneretten til Danmarks undergrund, således at andre operatører kunne få mulighed for efterforskning og indvinding af olie og naturgas i Danmark. I samme periode var Jens Morten Hansen projektleder for dele af DGUs (nu GEUS) tilsyn med elværkernes undersøgelser af salthorsten under Mors med henblik på deponering af højradioaktivt atomaffald fra eventuelle atomkraftværker i Danmark.
I perioden 1987-98 arbejdede Jens Morten Hansen hovedsagelig med grundvandsproblemer og var bl.a. centerleder for Grundvandsgruppen under Det Strategiske Miljøforskningsprogram, hvori en række andre institutioner og virksomheder også deltog. Derudover har Jens Morten Hansen skrevet en række videnskabelige afhandlinger om geologiens grundlægger, Niels Stensen (Steno, 1638-86), og om sin fødeø, Læsø. Efter 2006 har Jens Morten Hansens videnskabelige arbejde været koncentreret om klimaforskning, især havniveau-forandringerne i Danmark gennem de sidste 1000 år og i nutiden.
Som chef for Forskningsstyrelsen og dermed som administrativ leder af Forskningsrådene var Jens Morten Hansen først og fremmest med til at reorganisere de statslige forskningsråd og et stort antal programkomitéer, således at det forskningsrådgivende system kom til at bestå af to hovedorganer - Det Frie Forskningsråd og Det Strategiske Forskningsråd. JMH har indtaget en række tillidsposter, bl.a. som formand for Dansk Geologisk Forening, bestyrelsesformand for Dansk Polarcenter og formand for Nordisk Forskningspolitisk Råd.